# San Andrés
San Andrés är en kommun och ort i Colombia, och är administrativ huvudort för departementet San Andrés och Providencia. Den är belägen på en ö med samma namn i Karibiska havet och har strax över 50 000 invånare, med cirka 70 000 invånare i hela kommunen.